# 平龙树蛙
平龙树蛙（学名：Zhangixalus pinglongensis）一种于中华人民共和国广西壮族自治区十万大山自然保护区平龙山地区发现的两栖动物，隶属于树蛙科张树蛙属。其种加词“pinglongensis”意为“平龙山的”。

## 形态特征
平龙树蛙雄蛙体长32～38.5毫米。身体皮肤光滑，背部呈绿色；体侧、腋下、前肢腹面、腹股沟、后肢腹面、胫跗关节腹面、足背面以及第Ⅰ，Ⅱ，Ⅲ指背面可见黑色网状斑纹；腹面乳白色，遍布均匀小疣，喉部有灰色云斑。

## 保护
本种于2023年被收录入《有重要生态、科学、社会价值的陆生野生动物名录》。